# 長浜都市圏
長浜都市圏（ながはまとしけん）は、滋賀県長浜市を中心とする都市圏である。
2012年3月に国土交通省近畿地方整備局がまとめた「近畿圏の広域連携に関する調査報告書（都市機能編）」では、周辺市町村との通勤・通学率（5％以上）を踏まえて、長浜市を中心都市とし、高月町、湖北町、虎姫町を郊外都市とする都市圏として設定されている。また、地方都市圏のうち、小都市圏（産業集積型）の類型に分類されている。

## 定義
一般的な都市圏の定義については都市圏を参照のこと。

### 「10% 都市圏（通勤圏）」
長浜市を中心とする都市雇用圏（10% 通勤圏）に含まれる自治体は米原市で、人口は約16万人（2010年国勢調査基準）。
都市雇用圏 (10% 通勤圏) の変遷
- 10% 通勤圏に入っていない自治体は、各統計年の欄で灰色かつ「-」で示す。

| 自治体 ('80) | 1980年                 | 1990年                 | 1995年                 | 2000年                 | 2005年                 | 2010年                 | 自治体 （現在） |
| ------------ | ---------------------- | ---------------------- | ---------------------- | ---------------------- | ---------------------- | ---------------------- | --------------- |
| 西浅井町     | -                      | 長浜 都市圏 14万8470人 | 長浜 都市圏 15万0439人 | 長浜 都市圏 15万2622人 | 長浜 都市圏 16万5507人 | 長浜 都市圏 16万4187人 | 長浜市          |
| 余呉町       | 長浜 都市圏 11万4735人 | 長浜 都市圏 14万8470人 | 長浜 都市圏 15万0439人 | 長浜 都市圏 15万2622人 | 長浜 都市圏 16万5507人 | 長浜 都市圏 16万4187人 | 長浜市          |
| 木之本町     | 長浜 都市圏 11万4735人 | 長浜 都市圏 14万8470人 | 長浜 都市圏 15万0439人 | 長浜 都市圏 15万2622人 | 長浜 都市圏 16万5507人 | 長浜 都市圏 16万4187人 | 長浜市          |
| 高月町       | 長浜 都市圏 11万4735人 | 長浜 都市圏 14万8470人 | 長浜 都市圏 15万0439人 | 長浜 都市圏 15万2622人 | 長浜 都市圏 16万5507人 | 長浜 都市圏 16万4187人 | 長浜市          |
| 湖北町       | 長浜 都市圏 11万4735人 | 長浜 都市圏 14万8470人 | 長浜 都市圏 15万0439人 | 長浜 都市圏 15万2622人 | 長浜 都市圏 16万5507人 | 長浜 都市圏 16万4187人 | 長浜市          |
| 虎姫町       | 長浜 都市圏 11万4735人 | 長浜 都市圏 14万8470人 | 長浜 都市圏 15万0439人 | 長浜 都市圏 15万2622人 | 長浜 都市圏 16万5507人 | 長浜 都市圏 16万4187人 | 長浜市          |
| 浅井町       | 長浜 都市圏 11万4735人 | 長浜 都市圏 14万8470人 | 長浜 都市圏 15万0439人 | 長浜 都市圏 15万2622人 | 長浜 都市圏 16万5507人 | 長浜 都市圏 16万4187人 | 長浜市          |
| びわ町       | 長浜 都市圏 11万4735人 | 長浜 都市圏 14万8470人 | 長浜 都市圏 15万0439人 | 長浜 都市圏 15万2622人 | 長浜 都市圏 16万5507人 | 長浜 都市圏 16万4187人 | 長浜市          |
| 長浜市       | 長浜 都市圏 11万4735人 | 長浜 都市圏 14万8470人 | 長浜 都市圏 15万0439人 | 長浜 都市圏 15万2622人 | 長浜 都市圏 16万5507人 | 長浜 都市圏 16万4187人 | 長浜市          |
| 伊吹町       | -                      | 長浜 都市圏 14万8470人 | 長浜 都市圏 15万0439人 | 長浜 都市圏 15万2622人 | 長浜 都市圏 16万5507人 | 長浜 都市圏 16万4187人 | 米原市          |
| 山東町       | -                      | 長浜 都市圏 14万8470人 | 長浜 都市圏 15万0439人 | 長浜 都市圏 15万2622人 | 長浜 都市圏 16万5507人 | 長浜 都市圏 16万4187人 | 米原市          |
| 近江町       | 彦根 都市圏            | 長浜 都市圏 14万8470人 | 長浜 都市圏 15万0439人 | 長浜 都市圏 15万2622人 | 長浜 都市圏 16万5507人 | 長浜 都市圏 16万4187人 | 米原市          |
| 米原町       | 彦根 都市圏            | 彦根 都市圏            | 彦根 都市圏            | 彦根 都市圏            | 長浜 都市圏 16万5507人 | 長浜 都市圏 16万4187人 | 米原市          |

- 2005年2月14日：坂田郡伊吹町・山東町・米原（まいはら）町が新設合併し、米原（まいばら）市が発足。
- 2005年10月1日：米原市に坂田郡近江町を編入。
- 2006年2月13日：長浜市、浅井町、びわ町が新設合併し、長浜市が発足。
- 2010年1月1日：長浜市に東浅井郡虎姫町・湖北町、伊香郡木之本町・高月町・余呉町・西浅井町を編入。

## 脚註
1. ↑  “近畿圏の広域連携に関する調査報告書（都市機能編） 表紙・目次”.   国土交通省近畿地方整備局 (2012年3月). 2018年6月26日閲覧。
2. ↑  “近畿圏の広域連携に関する調査報告書（都市機能編） ２-４．圏域の類型化”.   国土交通省近畿地方整備局 (2012年3月). 2018年6月26日閲覧。
3. ↑  平成26年度総合調査研究